# Hans-Heinrich Hardt
Hans-Heinrich Hardt (* 1955, Künstlername Heiner Hardt) ist ein deutscher Schauspieler.

## Leben
Hans-Heinrich Hardt erhielt seine Schauspielausbildung von 1985 bis 1988 an der Schauspielschule „Die Etage“ (Schule für Darstellende Künste) in West-Berlin, die er mit dem staatlich geprüften Schauspielabschluss beendete. Zwischen 1983 und 1989 hatte er Schauspielunterricht bei Uta Sax und Janina Szarek in Berlin.
Anschließend arbeitete er am Theater, u. a. 1989 beim Sommertheater Rehberge in Berlin. Von 1990 bis 2000 war er am Kleist-Theater in Frankfurt (Oder) engagiert, wo er u. a. mit den Regisseuren Armin Petras, Jürgen König, Michael Funke, Karl-Heinz Liefers, Rudolf Koloc und Volker Herold zusammenarbeitete. 2001 gastierte er am Hans Otto Theater in Potsdam in Goethes Die Mitschuldigen (Regie: Thomas Bading). 2005 trat er bei den Burghofspielen Eltville als Polonius in Hamlet (Regie: Thomas Bading) auf. In den Jahren 2008, 2010 und 2011 gastierte er, erneut unter der Regie von Thomas Bading, ebenfalls bei den Burghofspielen Eltville in Romeo und Julia, Ein Sommernachtstraum und Nathan der Weise. 2011 hatte er ein Gastengagement bei der Vagantenbühne Berlin. 
Sein Kinodebüt hatte er in einer Mini-Rolle in Norbert Kückelmanns Spielfilm Schweinegeld (1989). Seit der Jahrtausendwende spielte Hardt regelmäßig auch in Kinoproduktionen, Fernsehfilmen und Fernsehserien mit. Mehrfach wirkte er gemeinsam mit Jörg Bundschuh, in Filmen von Dietrich Brüggemann mit, u. a. als Vater einer der Hauptfiguren in Brüggemanns Neun Szenen (2006) und, erneut als Vater, in Brüggemanns Großstadtkomödie 3 Zimmer/Küche/Bad (2012).
Seine erste Kinohauptrolle hatte Hardt in Philipp Eichholtz’ Tragikomödie Luca tanzt leise (2016), die beim Filmfestival Max Ophüls Preis uraufgeführt wurde. Hardt spielte darin Kurt Pfeiffer, einen alternden Mann, der auf dem zweiten Bildungsweg sein Abitur machen möchte und Freundschaft mit seiner jungen Sitznachbarin (Martina Schöne-Radunski) schließt. Für diese Rolle erhielt er beim Achtung Berlin Festival eine lobende Erwähnung der Spielfilm-Jury als „Bester Schauspieler“.
Im Fernsehen war Hardt in Nebenrollen in verschiedenen Krimireihen zu sehen, u. a. in Ein starkes Team (2002), Polizeiruf 110 (2009) und Kommissarin Lucas (2013). Im Tatort: Freigang (Erstausstrahlung: Juni 2014) spielte er als korrupter SVA-Strafvollzugsbeamter Schultz eine größere Rolle.
In dem Fernsehfilm Unverschämtes Glück (Erstausstrahlung: März 2015) spielte er Erwin Seiler, den Fahrer des „müden und ausgebrannten“ Bürgermeisters Johannes Grösst (Armin Rohde).
Regelmäßig übernahm Hardt Episodenrollen in Fernsehserien. In der 6. Staffel der Krankenhausserie In aller Freundschaft (2003) verkörperte er in einer dramatischen Episodenrolle einen leidenschaftlichen Hobbyflieger, bei dem Magenkrebs diagnostiziert wird. Außerdem war er häufig in den Krimformaten von Das Erste und des ZDF zu sehen, u. a. in Heiter bis tödlich: Alles Klara (2013), SOKO Wismar (2013, an der Seite von Irene Rindje), Letzte Spur Berlin (2014), Ein Fall von Liebe (2015), SOKO Köln (2015), Heiter bis tödlich: Hubert und Staller (2015), SOKO Leipzig (2016) und Morden im Norden (2017). 
Im März 2017 war Hardt in der ZDF-Serie SOKO Wismar erneut in einer Episodenrolle zu sehen, in der er den kurz vor seiner Pensionierung stehenden Leiter der Spurensicherung, spielte. In der 7. Staffel der ARD-Familienserie Familie Dr. Kleist (2017) verkörperte er in einer Episodenhauptrolle den älteren Inhaber eines Tabakwarengeschäfts. In der ZDF-Fernsehreihe Ein starkes Team (2018) war er der Kneipenwirt Friedrich Viereg, der Stiefvater einer aus einem kleinen Dorf in Brandenburg stammenden ermordeten Berliner Psychologie-Studentin. In der 10. Staffel der ZDF-Serie SOKO Stuttgart (2018) war Hardt als arbeitsloser Tatverdächtiger, dessen Sohn nach Einnahme eines gepanschten Blutverdünnungsmittels im Koma liegt, zu sehen. Des Weiteren war er als Herr Rottenburg in der 3. Staffel der Dramaserie 4 Blocks (2019) zu sehen.
2005 und 2006 trat er als Kabarettist mit dem politischen Satire-Programm Tunnel am Ende des Lichts bei der Kabarettbühne „Die Oderhähne“ in Frankfurt (Oder) auf. Hans-Heinrich Hardt ist außerdem seit 2007 Mitglied des Trainer-Teams der Berliner Coaching- und Kommunikationsagentur Inszenio, zu dem neben Hardt auch die Schauspieler Anna Böger, Tania Carlin, Haye Graf, Benjamin Plath und Christof Düro gehören.
Hardt lebt in Berlin.

## Filmografie (Auswahl)
- 1989: Schweinegeld (Kinofilm)
- 2001: Polizeiruf 110: Bei Klingelzeichen Mord (Fernsehreihe)
- 2001: Im Namen des Gesetzes (Fernsehserie; Folge: Kopflos)
- 2002: Balko (Fernsehserie; Folge: Rosenkrieg)
- 2002: Ein starkes Team: Träume und Lügen (Fernsehreihe)
- 2003: In aller Freundschaft (Fernsehserie; Folge: Gebrochene Schwingen)
- 2003: Hans Christian Andersen: My Life as a Fairy Tale (Fernsehfilm; Großbritannien)
- 2006: Neun Szenen (Kinofilm)
- 2007: Der Kriminalist (Fernsehserie; Folge: Außer Kontrolle)
- 2007: GSG 9 – Ihr Einsatz ist ihr Leben (Fernsehserie; Folge: Ich, der Feind)
- 2009: Polizeiruf 110: Der Tod und das Mädchen (Fernsehreihe)
- 2011: Alle Zeit der Welt (Fernsehfilm)
- 2012: 3 Zimmer/Küche/Bad (Kinofilm)
- 2013: Im Alleingang – Elemente des Zweifels (Fernsehfilm)
- 2013: Kommissarin Lucas – Lovergirl (Fernsehreihe)
- 2013: Tatort: Gegen den Kopf (Fernsehreihe)
- 2013: Heiter bis tödlich: Alles Klara (Fernsehserie; Folge: Pizza Mortale)
- 2013: SOKO Wismar (Fernsehserie; Folge: Als der Fremde kam)
- 2014: Letzte Spur Berlin (Fernsehserie; Folge: Schattenengel)
- 2014: Tatort: Freigang (Fernsehreihe)
- 2014: Alles ist Liebe (Kinofilm)
- 2015: Ein Fall von Liebe (Fernsehserie; Folge: Das Geisterhaus)
- 2015: SOKO Köln (Fernsehserie; Folge: Der Friedhofsmord)
- 2015: Vier kriegen ein Kind (Fernsehfilm)
- 2015: Unverschämtes Glück (Fernsehfilm)
- 2015: Alki Alki (Kinofilm)
- 2015: Heiter bis tödlich: Hubert und Staller (Fernsehserie; Folge: Ein schmutziges Geschäft)
- 2016: Einfach Rosa – Verliebt, verlobt, verboten (Fernsehreihe)
- 2016: Luca tanzt leise (Kinofilm)
- 2016: Sanft schläft der Tod (Fernsehfilm)
- 2016: SOKO Leipzig (Fernsehserie; Folge: Bilder im Kopf)
- 2016: Ku’damm 56 (Fernsehdreiteiler)
- 2016: Binny und der Geist (Fernsehserie; Folge: Villa Sonnenschein)
- 2016: Beat Beat Heart (Kinofilm)
- 2016: Ein Sommer in Dänemark (Fernsehfilm)
- 2016: Die Kanzlei (Fernsehserie; Folge: Im Netz)
- 2017: Morden im Norden (Fernsehserie; Folge: Bernsteinfieber)
- 2017: SOKO Wismar (Fernsehserie; Folge: Geier Sturzflug)
- 2017: Familie Dr. Kleist (Fernsehserie; Folge: Wie Hund und Katz)
- 2018: Kroymann (Satiresendung 2 Folgen)
- 2018: Ein starkes Team – Tod einer Studentin (Fernsehreihe)
- 2018: Polizeiruf 110: Starke Schultern (Fernsehreihe)
- 2018: SOKO Stuttgart (Fernsehserie; Folge: Kollateralschaden)
- 2018: Der Kriminalist (Fernsehserie; Folge: Grenzgang)
- 2020: Notruf Hafenkante (Fernsehserie; Folge: Kopfjagd in Hamburg)
- 2020: SOKO Wismar (Fernsehserie; Folge: Nach der Ebbe kommt der Tod)
- 2020: In aller Freundschaft – Die jungen Ärzte (Fernsehserie; Folge: Spiegel)
- 2020: Liebe.Jetzt! (Fernsehserie; Folge: Weihnachtszauber)
- 2021: Tatort: Das ist unser Haus (Fernsehreihe)
- 2021: SOKO Potsdam (Fernsehserie; Folge: Tödliches Rezept)
- 2022: Blutige Anfänger (Fernsehserie; Folge: Henkersmahlzeit)
- 2022: Höllgrund (Miniserie)
- 2023: SOKO Leipzig (Fernsehserie; Folge: Der letzte Wille)
- 2023: 5 Seasons – eine Reise
- 2024: Bettys Diagnose (Fernsehserie; Folge: Nur du, Hochzeitsfieber)
- 2024: Neuer Wind im Alten Land: Beke wirbelt auf (Fernsehreihe)
- 2024: So weit kommt’s noch! (Fernsehfilm)
- 2024: Jenseits der Spree (Fernsehserie; Folge: Tod in der Königsheide)